# Anthony Fauci
Anthony Stephen Fauci (født 24. december 1940 i Brooklyn, New York) er en amerikansk læge og immunolog. Han arbejder for National Institutes of Health i USA og leder af National Institute of Allergy and Infectious Diseases (NIAID) ved National Institutes of Health (NIH).
Fauci er blevet kaldt "landets førende ekspert inden for infektionssygdomme".  Han er medlem af White House Coronavirus Task Force i Det Hvide Hus under coronaviruspandemien i 2019-2020.